# American Hockey League 1939-1940
La stagione 1939-1940 è stata la 4ª edizione della American Hockey League, a quel tempo nota come International-American Hockey League. La East Division disputò 54 partite di stagione regolare, mentre la West ne giocò 56. La stagione vide al via nove formazioni e al termine dei playoff i Providence Reds conquistarono la loro seconda Calder Cup sconfiggendo i Pittsburgh Hornets 3-0.

## Modifiche
- Nacquero gli Indianapolis Capitals e al momento dell'iscrizione alla I-AHL vennero inclusi nella West Division.

## Stagione regolare

### Classifiche
East Division
|  | Pos. | Squadra               | Pt | G  | V  | S  | N | GF  | GS  | DR  |
|  | ---- | --------------------- | -- | -- | -- | -- | - | --- | --- | --- |
|  | 1.   | Providence Reds       | 62 | 54 | 27 | 19 | 5 | 161 | 157 | +4  |
|  | 2.   | New Haven Eagles      | 57 | 54 | 27 | 24 | 3 | 177 | 183 | -6  |
|  | 3.   | Springfield Indians   | 54 | 54 | 24 | 24 | 6 | 166 | 149 | +17 |
|  | 4.   | Philadelphia Ramblers | 38 | 54 | 15 | 31 | 8 | 133 | 170 | -37 |

West Division
|  | Pos. | Squadra               | Pt | G  | V  | S  | N  | GF  | GS  | DR  |
|  | ---- | --------------------- | -- | -- | -- | -- | -- | --- | --- | --- |
|  | 1.   | Indianapolis Capitals | 62 | 56 | 27 | 20 | 10 | 174 | 144 | +30 |
|  | 2.   | Hershey Bears         | 59 | 56 | 27 | 24 | 5  | 154 | 156 | -2  |
|  | 3.   | Pittsburgh Hornets    | 59 | 56 | 25 | 22 | 9  | 152 | 133 | +19 |
|  | 4.   | Cleveland Barons      | 56 | 56 | 24 | 24 | 8  | 127 | 130 | -3  |
|  | 5.   | Syracuse Stars        | 49 | 56 | 20 | 27 | 9  | 147 | 169 | -22 |

Legenda:

      Ammesse ai Playoff
Note:

Due punti a vittoria, un punto a pareggio, zero a sconfitta.

### Statistiche
Classifica marcatori
| Giocatore        | Squadra               | PG | Gol | Assist | Punti |
| ---------------- | --------------------- | -- | --- | ------ | ----- |
| Norm Locking     | Syracuse Stars        | 55 | 31  | 32     | 63    |
| Fred Thurier     | Springfield Indians   | 54 | 28  | 32     | 60    |
| Tony Hemmerling  | New Haven Eagles      | 51 | 26  | 31     | 57    |
| Max Bennett      | Syracuse Stars        | 56 | 25  | 31     | 56    |
| Ron Hudson       | Indianapolis Capitals | 54 | 27  | 27     | 54    |
| George Patterson | New Haven Eagles      | 54 | 25  | 27     | 52    |
| Eddie Convey     | Syracuse Stars        | 53 | 17  | 33     | 50    |
| Jack Toupin      | Syracuse Stars        | 49 | 16  | 34     | 50    |
| Marcel Tremblay  | New Haven Eagles      | 51 | 23  | 24     | 47    |
| Norman Schultz   | Springfield Indians   | 54 | 21  | 25     | 46    |
|                  |                       |    |     |        |       |

Classifica portieri
| Giocatore    | Squadra               | PG | MGS  |  |
| ------------ | --------------------- | -- | ---- |  |
| Moe Roberts  | Cleveland Barons      | 56 | 2.32 |  |
| Jimmy Franks | Indianapolis Capitals | 29 | 2.34 |  |
| Harvey Teno  | Pittsburgh Hornets    | 56 | 2.38 |  |
| Nick Damore  | Hershey Bears         | 42 | 2.60 |  |
| Benny Grant  | Springfield Indians   | 54 | 2.76 |  |
|              |                       |    |      |  |

## Playoff
|  | Primo turno | Primo turno         | Primo turno        |                       |               | Semifinali    | Semifinali      | Semifinali |  |  | Calder Cup | Calder Cup | Calder Cup |  |
|  |             |                     |                    |                       |               |               |                 |            |  |  |            |            |            |  |
|  |             |                     |                    |                       |               | E1            | Providence Reds | 3          |  |  |            |            |            |  |
|  |             |                     |                    |                       |               | E1            | Providence Reds | 3          |  |  |            |            |            |  |
|  |             |                     | W1                 | Indianapolis Capitals | 2             |               |                 |            |  |  |            |            |            |  |
|  |             |                     |                    | Indianapolis Capitals | 2             |               |                 |            |  |  |            |            |            |  |
|  |             |                     |                    |                       |               |               |                 |            |  |  |            |            |            |  |
|  |             |                     |                    |                       |               |               |                 |            |  |  |            |            |            |  |
|  |             | Providence Reds     | Providence Reds    | 3                     |               |               |                 |            |  |  |            |            |            |  |
|  |             |                     |                    |                       |               |               |                 |            |  |  |            |            |            |  |
|  |             |                     | Pittsburgh Hornets | Pittsburgh Hornets    | 0             |               |                 |            |  |  |            |            |            |  |
|  | E2          | New Haven Eagles    | Pittsburgh Hornets | Pittsburgh Hornets    | 0             | 1             |                 |            |  |  |            |            |            |  |
|  | E2          | New Haven Eagles    |                    |                       |               |               |                 |            |  |  |            |            |            |  |
|  | W2          | Hershey Bears       | 2                  |                       |               |               |                 |            |  |  |            |            |            |  |
|  | W2          | Hershey Bears       | 2                  |                       | Hershey Bears | Hershey Bears | 1               |            |  |  |            |            |            |  |
|  |             |                     |                    |                       | Hershey Bears | Hershey Bears | 1               |            |  |  |            |            |            |  |
|  |             |                     | Pittsburgh Hornets | Pittsburgh Hornets    | 2             |               |                 |            |  |  |            |            |            |  |
|  | E3          | Springfield Indians | Pittsburgh Hornets | Pittsburgh Hornets    | 2             | 1             |                 |            |  |  |            |            |            |  |
|  | E3          | Springfield Indians |                    |                       |               |               |                 |            |  |  |            |            |            |  |
|  | W3          | Pittsburgh Hornets  | 2                  |                       |               |               |                 |            |  |  |            |            |            |  |

## Premi AHL
- Calder Cup: Providence Reds
- F. G. "Teddy" Oke Trophy: Indianapolis Capitals

### Vincitori
| Providence Reds | Portiere: Mike Karakas Difensori: John Doran, Harold Jackson, Art Lesieur, Bill MacKenzie Attaccanti: Eddie Ambois, Bob Carse, John Chad, Bun Cook, Joffre Desilets, Art Giroux, Norman Mann, Crossley Sherwood, John Shill, Wilfred Starr, Clarence Steele, Hub Wilson Allenatore: Bun Cook |

### AHL All-Star Team
First All-Star Team
- Attaccanti: Norm Locking • Don Deacon • Ron Hudson
- Difensori: Fred Robertson • Walter Kalbfleisch
- Portiere: Moe Roberts

Second All-Star Team
- Attaccanti: Tony Hemmerling • Max Kaminsky • Art Giroux
- Difensori: Bill MacKenzie • Larry Molyneaux
- Portiere: Bert Gardiner